# 犬の十戒
犬の十戒（いぬのじゅっかい、The Ten Commandments of Dog Ownership）は、作者不詳のまま広く世界に伝わっている英文の詩で、日本では「犬の十戒」として知られているが、実際には原典があり、ノルウェーのMrit Teigenというブリーダーが犬の買い手に渡している「犬からご主人への11のお願い」が元である。
ペットとして飼われることとなった犬と人間との望ましい関係を、犬が人間に語りかけるという形式で訴える内容である。

## 原文
1. My life is likely to last ten to fifteen years. Any separation from you will be painful for me. Remember that before you get along with me.
2. Give me time to understand what you want of me.
3. Place your trust in me- it's crucial to my Well-being.
4. Don't be angry at me for long and don't lock me up as punishment. You have your work, your entertainment and your friends. I have only you.
5. Talk to me. Even if I don't understand your words,  I understand your voice when it's speaking to me.
6. Be aware that however you treat me, I'll never forget it.
7. Remember before you hit me that l have teeth that could easily crush the bones of your hand but that I choose not to bite you.
8. Before you scold me for being uncooperative, obstinate, or lazy, ask yourself if something might be bothering me. Perhaps I'm not getting the right food or I've been out in the sun too long or my heart is getting old and weak.
9. Take care of me when I get old ; you, too, will grow old.
10. Go with me on difficult journeys. Never say, "I can't bear to watch it ." or " Let it happen in my absence." Everything is easier for me if you are there. Remember I love you.

## 日本語訳
1. 私の一生はだいたい10年から15年です。あなたと離れるのが一番つらいことです。どうか、私と暮らす前にそのことを覚えておいて欲しいのです。
2. あなたが私に何を求めているのか、私がそれを理解するまで待って欲しいのです。
3. 私を信頼して欲しい、それが私にとってあなたと共に生活できる幸せなのですから。
4. 私を長い間叱ったり、罰として閉じ込めたりしないで下さい。あなたには他にやる事があって、楽しみがあって、友達もいるかもしれない。でも、私にはあなたしかいないのです。
5. 時々話しかけて欲しい。言葉は分からなくても、あなたの心は十分私に届いています。
6. あなたがどのように私を扱ったか、私はそれを決して忘れません。
7. 私を殴ったり、いじめたりする前に覚えておいて欲しいのです。私は鋭い歯であなたを傷つけることができるにもかかわらず、あなたを傷つけないと決めているのです。
8. 私が言うことを聞かないだとか、頑固だとか、怠けているからといって叱る前に、私が何かで苦しんでいないか気づいて下さい。もしかしたら、食事に問題があるかもしれないし、長い間日に照らされているかもしれない。それとも、もう体が老いて、弱ってきているのかもしれません。
9. 私が年を取っても、私の世話はして下さい。あなたもまた同じように年を取るのですから。
10. 最後のその時まで一緒に側にいて欲しいのです。このようなことは言わないで下さい、｢もう見てはいられない。｣、｢居たたまれない。｣などと。あなたが側にいてくれるから最後の日も安らかに逝けるのですから。忘れないで下さい、私は生涯あなたを一番愛しているのです。

## 日本での認知
日本語に翻訳された文章には確定したものはなく、さまざまに翻訳された文章が書籍（ISBN 453725226X）やサイトに掲載されている。自分のペットの犬を紹介するサイトや、ペット商品を扱うショップのサイトでは、この詩を掲載したり、詩を紹介したサイトへのリンクを掲載したりするものが多い。
2005年、バンド「three tight b」が、この詩をモチーフにしたシングル「犬のお願い」をリリースしている。また、2008年3月に映画化もされた川口晴の著書『犬と私の10の約束』（文藝春秋、2007年7月）もまたこの詩を題材とした作品である。
なお、『文藝春秋』2007年12月号では「犬と私たちの10の約束」と題した特集が組まれ、田辺聖子、小池百合子、野村克也ら著名人10名がそれぞれの愛犬と交わした"約束"を紹介している。
これは『-十戒』と異なり、10組の犬と人間が交わしたそれぞれの約束の紹介である。

## 鳥の十戒との関係
Jane Hallanderによる『鳥の十戒』（10 Commandments of Parrot Ownership）が原文であり、それが犬の十戒として翻案され、作者不明とされたまま流布してしまったとの説もあるが、犬の十戒とは10番目の詩が異なるなど、両者の関係は定かではない。